# كريس ليدبيتر
كريس ليدبيتر (بالإنجليزية: Chris Leadbitter)‏ هو لاعب كرة قدم بريطاني في مركز الوسط، ولد في 17 أكتوبر 1967 في ميدلزبرة في المملكة المتحدة. لعب مع غريمسبي تاون وكامبريدج يونايتد ونادي بارنت ونادي بليموث أرجايل ونادي بورنموث ونادي توركي يونايتد ونادي هيرفورد.

## وصلات خارجية
- كريس ليدبيتر على موقع قاعدة بيانات كرة القدم.إي يو (الإنجليزية)
- كريس ليدبيتر على موقع Soccerbase.com (لاعب) (الإنجليزية)